# Darko Lazović
Ne pas confondre avec Danko Lazović, également footballeur international serbe.
Darko Lazović (en serbe en écriture cyrillique : Дарко Лазовић), né le 15 septembre 1990 à Čačak en Yougoslavie (auj. en Serbie), est un footballeur international serbe, évoluant au poste de milieu latéral à l'Hellas Vérone.

## Biographie

### En club

#### Étoile rouge de Belgrade (2009-2015)
En 2011, Darko Lazović est l'étoile montante serbe, l’ailier droit est titulaire avec l'Étoile rouge de Belgrade et sélectionné avec équipe espoirs serbe. En fin de saison, son club refuse une offre de 4,5 millions d'euros du Red Bull Salzbourg avant d'accepter de le laisser partir au Genoa CFC trois ans plus tard pour combler les dettes du club.

#### Genoa CFC (2015-2019)
En décembre 2016, il marque le seul but de la rencontre contre la Fiorentina. En 102 matches de championnat disputés avec Genoa, Lazović marque au total cinq buts et délivre douze passes décisives.

#### Hellas Vérone (2019-2022)
Alors qu'il joue à droite en sélection, il joue à gauche à l’Hellas Vérone où il est l'un des cadres.

### En sélection
International serbe, Lazović est testé positif au Covid-19 en novembre 2020 à la veille d'une rencontre de Ligue des Nations contre la Russie. Ailier droit de la sélection, il participe activement à la qualification de la Serbie à la Coupe du monde de football 2022 en disputant cinq des huit matchs de poule.
Le 11 novembre 2022, il est sélectionné par Dragan Stojković pour participer à la Coupe du monde 2022.

### Vie privée
En 2014, il devient père d'un fils prénommé Stefan.

## Palmarès

### En club
Étoile rouge de Belgrade
- Champion de Serbie en 2014.
- Vainqueur de la Coupe de Serbie en 2010 et 2012.

### En équipe nationale
- 23 sélections et 0 but avec l'équipe de Serbie depuis 2008.